# Frederik van Hogendorp (1843-1889)
Frederik baron van Hogendorp ('s-Gravenhage, 12 september 1843 – Bensdorf, 25 september 1889) was een Nederlandse advocaat, schrijver en publicist.

## Familie
Van Hogendorp was een lid van het geslacht Van Hogendorp en zoon van mr. Frederik baron van Hogendorp (1802-1872) en Leopoldine Maria gravin van Limburg Stirum (1817-1894), grootmeesteres van koningin Emma 1878-†. Zijn vader was een zoon van Gijsbert Karel van Hogendorp (1762-1834) en zijn moeder was een dochter van Otto Jan Herbert graaf van Limburg Stirum (1789-1839), officier en laatstelijk luitenant-generaal, Ridder Militaire Willems-Orde en kleindochter van Leopold van Limburg Stirum (1758-1840), generaal en Grootkruis Militaire Willems-Orde. Zowel zijn grootvader van vaderszijde als zijn overgrootvader van moederszijde was lid van het zogenaamde Driemanschap van 1813.
Van Hogendorp bleef ongehuwd.

## Loopbaan

### Vroege loopbaan
Van Hogendorp had een onbezorgde jeugd, waarin hij de katten naklom in de boom en de kikkers nazwom in het kanaal, toen hij leerde schaatsenrijden en schermen, en gymnastiek oefende; toen hij heerlijke lange zomermaanden in Duitsland mocht gaan doorbrengen in de landouwen langs de boorden van den Rijn. Hierbij was hij er getuige van hoe zijn grootvader, de oude generaal van Stirum, en de grijze dichter Ernst Moritz Arndt, tezamen herinneringen ophaalden uit andere tijden.
Op 20 september 1861 schreef hij zich in als student in de rechten aan de Leidse Hogeschool, alwaar hij gedurende vijf jaar zou blijven studeren. Als student had Van Hogendorp een voorliefde voor de Nederlandse letteren en geschiedenis. Op 29 juni 1866 werd hij, na de verdediging van zijn stellingen, benoemd tot doctor in de beide rechten. Op de vraag van zijn vader welke beroep hij wilde uitoefenen (bij gebrek aan fortuin) antwoordde Van Hogendorp: publicist.
Van Hogendorp werd echter geplaatst bij het Ministerie van Koloniën en op 11 augustus 1866 aangesteld als adjunct-commies bij eerder genoemd departement. Hij nam onder meer deel aan de beraadslagingen in 1869 tijdens het te Den Haag gehouden Internationaal Statistisch Congres, gedurende welke hij lid was van de vijfde sectie (de statistiek van de Europese bezittingen in de overzeese gewesten). Tussen 1866 en 1870 richtte hij bovendien scherpschutterkorpsen op en nam hij deel aan de vrijwillige oefeningen in de wapenhandel en aan de wedstrijden die door de verschillende korpsen onderling werden uitgeschreven. Van Hogendorp bekleedde in deze jaren de rang van eerste luitenant bij de Haagse scherpschutters en was lid van het Centraal Comité voor de Nederlandse Weerbaarheidsbond. Daarnaast was hij erelid van de Vereniging "de Koninklijke Scherpschutters van de Veluwe" te Apeldoorn. Enige maanden na de dood van zijn vader (juli 1872) werd Van Hogendorp op zijn verzoek eervol uit zijn betrekking aan het Departement van Koloniën ontslagen.

### Latere loopbaan

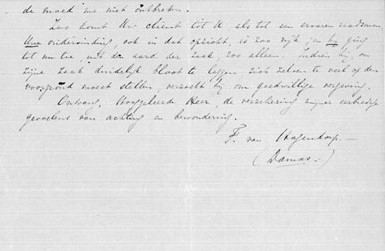
Handschrift van Van Hogendorp
(einde van een brief aan Beets, 1885)

Eerst werkte Van Hogendorp aan het voortzetten van het nagelaten werk van zijn grootvader; dit werk verscheen later als nagelaten geschrift onder de titel Gijsbert Karel van Hogendorp in 1813. Een bezoek van president Burgers deed hem besluiten zijn geluk in Zuid-Afrika te beproeven, waar hij reisde tot Oranje Vrijstaat. Hij wijdde zich aldaar aan het terugdringen van de Britse invloed, die het Hollandse element in die streken in die tijd dreigde te verdringen; Van Hogendorp schreef hierover een aantal artikelen, terwijl hij daarnaast als advocaat werkzaam was te Bloemfontein. Ook nam hij het werk van de Nederlandse medewerker van de Express and Orange Free State Advertiser, die ziek was, tijdelijk over en schreef hiervoor een groot aantal artikelen (waarvoor hij niet betaald kreeg). Hij nam hierbij de gelegenheid te baat om de Engelse invloeden te bestrijden. Door gebrek aan waardering en succes in zijn werk gedwongen keerde Van Hogendorp in 1878 naar Nederland terug.
Door bemiddeling van de Nederlandse gezant te Parijs, baron van Zuylen van Nyevelt, kreeg Van Hogendorp een betrekking aangeboden bij een invloedrijk financier, die hem op zijn beurt een aanstelling bezorgde bij de Banque de Paris et des Pays-Bas te Brussel. Hij werkte hier een jaar en kreeg toen de opdracht om zich naar Canada te begeven om daar, als secretaris van een directeur van eerder genoemde bank, een Crédit foncier Canadien te stichten. Op 2 oktober 1880 scheepte het gezelschap zich in aan boord van de Labrador en bereikte aan het einde van die maand de bestemming. Overal werd het gezelschap met veel egards ontvangen, maar het doel werd niet bereikt en nog voor het einde van het jaar was Van Hogendorp terug in Parijs, alwaar hij bij de Banque d'Escompte in een ondergeschikte functie werd aangesteld. In 1882 kreeg de Banque d'Escompte het zeer moeilijk en werd een groot aantal beambten, waaronder Van Hogendorp, ontslagen. Terug in Den Haag werd hij aangesteld als directeur der IJssel-Stoomtramweg-Maatschappij en vervolgens benoemd tot hoofdredacteur van het Dagblad van Zuid-Holland en 's-Gravenhage en publiceerde daarin zijn Haagsche omtrekken. Die laatste waren wat tegenwoordige journalistieke columns worden genoemd en handelden over allerlei onderwerpen. Maar hij was ook een van de eersten (de eerste) die een bespreking wijdden aan Louis Couperus' debuutroman Eline Vere, in het dagblad op 3 en 4 maart 1889, op en na de dag van verschijnen van de boekuitgave.
In het voorjaar van 1889 werd mr. F. baron van Hogendorp ziek en vertrok voor herstel naar Wiesbaden; er volgde een mentale en fysieke instorting en uiteindelijk overleed hij na een kort lijden op 25 september van eerder genoemd jaar te Bensdorf, waar hij aan de oevers van de Rijn begraven werd.

## Schaken
Van Hogendorp was actief in de Nederlandse schaakwereld. Hij was een bovengemiddeld sterke schaker met een Edo-rating van 1899. Maar Van Hogendorp was vooral bekend als bezielende leider die eerst Discendo Discimus, een schaakvereniging waarvan hij voorzitter was in de periode van 1870-1875, uit een ledencrisis trok. Hij was een van de initiatiefnemers die de Nederlandse schaakbond oprichtte, waarvan hij de eerste voorzitter werd.